# Hórreo de Santa Fe (Urraúl Alto)

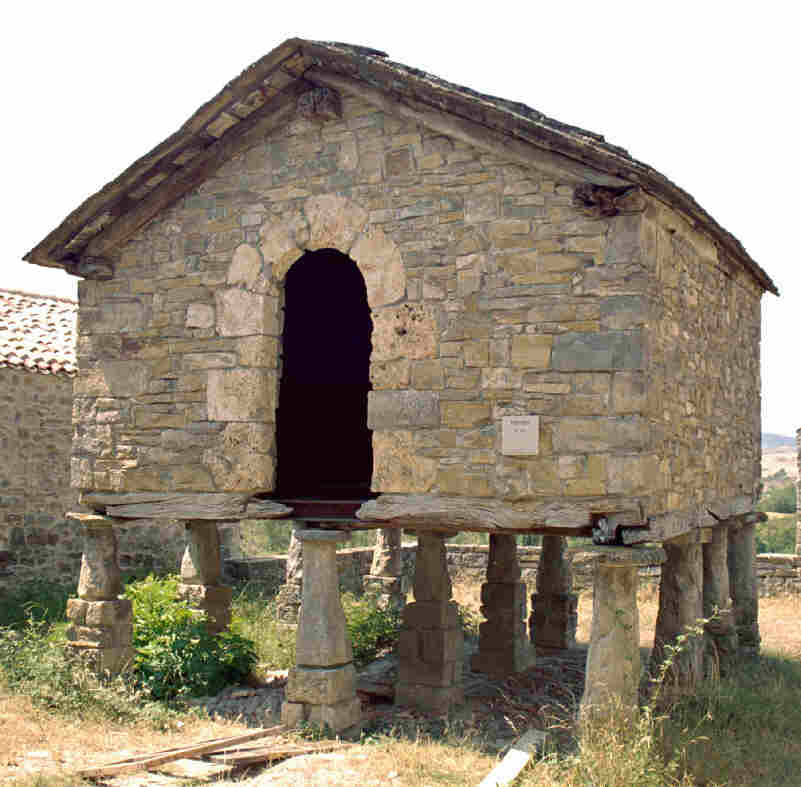
Hórreo de Santa Fe in Urraúl Alto

Der Hórreo de Santa Fe in Eparoz, einem Ortsteil der spanischen Gemeinde Urraúl Alto in der Autonomen Gemeinschaft Navarra, wurde vermutlich im 18. Jahrhundert errichtet. Der Hórreo ist seit 1993 ein geschütztes Kulturdenkmal (Bien de Interés Cultural). 
Der Hórreo aus Bruchsteinmauerwerk mit Eckquaderung steht auf zwölf Stützen. Der rundbogige Eingang, der nur mit einer Leiter erreicht werden kann, ist mit Hausteinen gerahmt. Das Satteldach ist mit Steinplatten gedeckt.